# 崇爻九社
崇爻九社，又稱崇爻八社，是台灣清治時期漢人文獻對花蓮地區村社的統稱。「崇爻九社」的稱呼首次出現在1717年（康熙56年）的《諸羅縣志》中；1723年（雍正元年）藍鼎元的《東征集》則記載「崇爻八社」。

## 部落列表
崇爻九社包含荺椰揶社、斗難社、竹腳宣社、薄薄社、芝武蘭社、機密社、貓丹社、丹郎社以及水輦社，其中水輦社因瘟疫而滅亡，後僅剩八社。
- 荺椰揶社：位於今花蓮市一帶，「荺椰揶」為「撒奇萊雅」（Sakizaya）的譯名[4]。
- 斗難社：即荳蘭社，位於今花蓮吉安鄉田浦、宜昌、南昌一帶[4]。
- 竹腳宣社：即七腳川社，今天吉安鄉太昌村[4]。
- 薄薄社：今吉安鄉仁里村一帶[4]。
- 芝武蘭社：即今港口部落，今豐濱鄉港口村一帶[4]。
- 機密社：即奇美社，位於今瑞穗鄉奇美村[4]。
- 貓丹社：即馬太鞍社，位於今花蓮光復鄉的大馬、大華一帶[4]。
- 丹郎社：即太巴塱部落，今花蓮光復鄉西北富村一帶[4]。
- 水輦社：位於今壽豐鄉水璉村，因瘟疫而滅社，故有些文獻未計入[4]。